# Birgitta Boucht

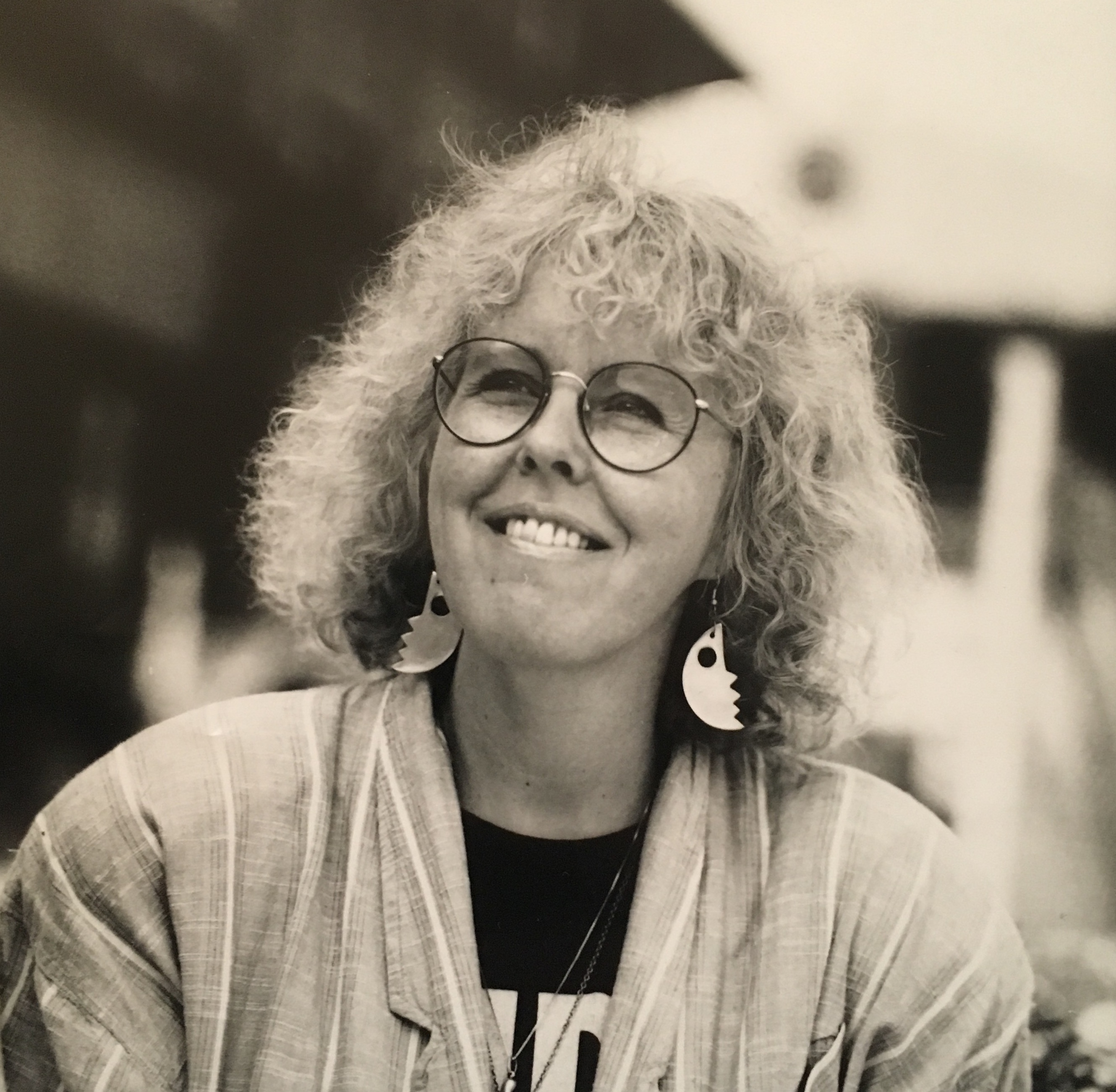
Birgitta Boucht 1995.

Birgitta Boucht, född Karin Birgitta Pihlström 27 april 1940 i Helsingfors, är en finlandssvensk författare, översättare och redaktör. Hon är även politices magister.

## Biografi
Birgitta Bouchts far var Torsten Pihlström.
I början av 1970-talet arbetade Boucht på Rundradion och åren 1974 till 1978 på Folkets Bildningsförbund. Hon har varit engagerad i Boklaget för Södra Finland och i Folkdemokratiska föreningen Bröd och rosor.  
Under 1990-talet var Boucht chefredaktör för tidskriften Astra  år 1995 - 2000 som då hette Astra Nova .
Hon har varit starkt engagerad inom finländsk Lättläst-litteratur och har ofta varit ledare för skrivarcirklar på olika håll i Svenskfinland. 

### Kvinno- och fredsrörelsen
Boucht har även haft en framträdande roll inom kvinnorörelsen och fredsrörelsen i Finland. Hon var medlem i den under 1970-talet verksamma gruppen Marxist-feministerna (MF-gruppen). Tillsammans med Carita Nyström skrev hon Denna värld är vår! Handbok i systerskap som utkom 1975. Sommaren 1981 deltog Boucht och två av hennes döttrar i nordiska kvinnors fredsmarsch från Köpenhamn till Paris. Marschen varade sju veckor och gick genom fem länder. Andra finländska deltagare i marschen var bland annat Ulla Gyllenberg och Tatiana Sundgren.

### Utgivningar (urval)
Birgitta Boucht har skrivit i flera olika genrer som lyrik, skönlitterär prosa, reportage- och debattböcker samt Läsa Lätt-böcker.
Denna värld är vår. Handbok i systerskap från 1975 är Bouchts debut. 1979 kom prosa- och lyrikvolymen Livs levande och 1981 diktsamlingen Långa vandring som gestaltar kvinnans väg från äldsta tid till vår egen.
I prosaboken Öppna rum 1985 ger Boucht insyn i en bostadslös persons liv. Glädjezon 1986 handlar om Parismarschen 1981 och Washingtonmarschen 1983, som Birgitta Boucht själv deltog i. År 1988 kom diktsamlingen De fyrtionio dagarna. 1991 utgav Boucht brevboken Postfeminism (tillsammans med Carita Nyström, Anna Rotkirch och Maria Serrano).
Konservatorns blick 2002 består av korta prosatexter och tematiserar ett existentiellt resande. Diktsamlingen Kroppens esperanto 2003 tar upp de psykiska påfrestningars som en svår sjukdom ger upphov till. I Sökord 2009 (tillsammans med Mariella Lindén och Harriet Clayhills) granskas i brev, bilder och texter vänskapen, sjukdomen, ålderdomen och döden. 2014 kom Förklädd och naken , en självbiografisk text om en disharmonisk uppväxt och om livet som författare och pionjär inom kvinnorörelsen.

## Priser och utmärkelser
- 1985 – Statens informationspris, som huvudredaktör för Fredsposten[2]
- 1998 – Fredrika Runeberg-stipendiet
- 2003 och 2008 – Svenska litteratursällskapets pris[10]
- 2008 – Hedersdoktor vid Åbo Akademi[11]
- 2015 – Tollanderska priset, för memoarboken Förklädd och naken, samt författarskapet[12]

Hennes bok Tusenblad, en kvinna som snubblar nominerades till Runebergspriset 2012.